# Yeles (kommunhuvudort)
Yeles är en kommunhuvudort i Spanien.   Den ligger i provinsen Toledo och regionen Kastilien-La Mancha, i den centrala delen av landet, 30 km söder om huvudstaden Madrid. Yeles ligger 550 meter över havet och antalet invånare är 2 967.
Terrängen runt Yeles är huvudsakligen platt. Yeles ligger nere i en dal. Runt Yeles är det ganska glesbefolkat, med 38 invånare per kvadratkilometer. Närmaste större samhälle är Fuenlabrada, 18,2 km norr om Yeles. Trakten runt Yeles består till största delen av jordbruksmark.